# Cancelkultur
Cancelkultur (från engelskans cancel culture), ibland kallat utfrysningskultur, kränkthetskultur eller utraderingskultur, är en modern form av ostracism. Det innebär att någon exkluderas från sociala eller professionella kretsar – på Internet, i sociala medier, eller från andra arenor i livet. Det beskrivs som kulturell utfrysning av personer eller företag som anses ha sagt eller gjort någonting moraliskt oacceptabelt eller normbrytande, ofta med koppling till världspolitik, sexism, rasism eller homofobi. Den som utsätts för denna ostracism sägs ha blivit "cancelled" (eller "cancellerad"). Uttrycket cancelkultur har till övervägande del negativa konnotationer och används ofta i debatter om yttrandefrihet och censur. En omdiskuterad metod för exkludering eller marginalisering är deplattformering.
Begreppet cancelkultur är en variant av termen "call-out culture". Den utgör en form av bojkott mot en person (vanligtvis en kändis) som anses ha agerat eller uttryckt sig på ett kontroversiellt och ifrågasatt sätt.

## Olika länder

### USA
I juli 2020 skrev 150 författare och akademiker i Harper's Magazine att offentligt skambeläggande och utraderingskultur försvagade den öppna debatten. De protesterade mot vad de såg som försvagade normer om öppen debatt och tolerans mot avvikande åsikter till förmån för ideologisk konformitet.

### Sverige
Den som övar olaga tvång eller olaga hot med uppsåt att

påverka den allmänna åsiktsbildningen eller inkräkta på

handlingsfriheten inom politisk organisation eller yrkes-

eller näringssammanslutning och därigenom sätter yttrande-,

församlings- eller föreningsfriheten i fara, dömes för brott

mot medborgerlig frihet till fängelse i högst sex år. 
Brottsbalken (1962:700) 18 kap 5 §
Ordet cancelkultur beskrevs i Språkrådets nyordslista för 2020 som "aktivism som syftar till att personer med kontroversiella åsikter ska berövas sina plattformar för att föra ut dessa åsikter".
I en intervju om boken Skör demokrati sade en av författarna, statsvetaren Sten Widmalm, att "[vi ser] hur det kan kosta nästan ingenting för någon att dra igång ett drev som sen förstör en annan människas liv". Han sade att utöver konsekvenserna för den angripna individen så färgar det även av sig på resten av samtalsklimatet så att andra inte vågar yttra sig.:5m18s Om den utredning som utbildningsminister Mats Persson tillsatte sade Widmalm 2023 att de som verkade inom akademien inte främst var offer för normkultur och normstyrning, utan istället själva var en del av det och att utredningen därför riskerade att möta hårt motstånd. Widmalm sade att begrepp som kollegialitet och akademisk frihet riskerade att omdefinieras för att akademien skulle kunna behålla privilegiet att styra normer. Widmalm var senare kritisk mot Universitetskanslersämbetets rapport, vilken han menade hade brister, men ansåg ändå att den var betydelsefull och att den utgjorde ett viktigt försök till att bidra till förståelsen för vad som begränsar den akademisk friheten och att den satte fingret på en rad missförhållanden som krävde förändringar.
Ett uppmärksammat exempel av cancellering var när det i december 2022 riktades anklagelser mot etnologen och Irankännaren Rouzbeh Parsi som är forskare vid Utrikespolitiska institutet. Parsi var inbjuden att delta vid konferensen Folk och Försvar. Anklagelsen var att Parsi var "nära allierad med regimen i Iran" och kritik kom från ungdomsorganisationerna MUF, LUF, Grön ungdom, SSU, KDU samt arbetstagarorganisationen LO. Enligt Folk och Försvar hade anklagelsen mot Parsi varken kunnat bevisas eller konkretiseras, men styrelsen beslutade ändå att stryka hans punkt i programmet med hänvisning till att det fanns en "stark opinion" som hade fått medlemmar i Folk och Försvar att avboka sin medverkan. Parsi sade att deplattformering är väldigt problematisk för ett demokratiskt samtal. Sakine Madon skrev i UNT att deplattformera är ett otyg och att "Om arrangörer och uppdragsgivare stod på sig skulle problemet avta." Tove Lifvendahl sade att cancelkulturen var auktoritär och antiintellektuell eftersom man vägrar möta sina meningsmotståndare i debatt och mäta sina argument mot dessa.

## Möjliga orsaker
Natalie Wynn har beskrivit vad hon kallar en häxprocessimpuls i dynamiken kring cancelkulturen på internet. Hon menar att det finns aggression i en obestämd form som söker efter ett mål; att de underliggande impulserna grundar sig i det Sigmund Freud kallade ett sadistiskt superego, och där bestraffande, skambeläggande och fördömande blir ett sätt att släppa fram aggression så att det kan bli ett sätt för den som attackerar att samtidigt känna sig god.